# Lijst van weg- en veldkapellen in Overijssel
Dit is een onvolledige lijst van veldkapellen in de provincie Overijssel. Veldkapellen komen vooral in het zuiden van Nederland voor en werden dikwijls gebouwd ter verering van een heilige. In andere delen van Nederland zijn ze zeldzamer.
| Kapel                                     | Adres                              | Plaats                     | Gemeente             | Bouwperiode  | Architect                    | Foto  |  |
| ----------------------------------------- | ---------------------------------- | -------------------------- | -------------------- | ------------ | ---------------------------- | ----- |  |
| Mariakapel                                | Koppelsbrink                       | Borne                      | Borne                | 1957         | Herman Liedenbaum            |       |  |
| Mariakapel                                | Centrum                            | Geerdijk                   | Twenterand           | 2011         | Francisco Navarro            |       |  |
| Mariakapel                                | Pastoor Meijerstraat 3             | Glanerbrug                 | Enschede             |              |                              |       |  |
| Mariakapel                                | Mossendamsweg                      | Goor                       | Hof van Twente       | 2005         | M.F. Mars                    |       |  |
| Mariakapel                                | Bekkevosweg                        | Haaksbergen                | Haaksbergen          |              |                              |       |  |
| Mariakapel                                | Veldmaterstraat-Geukerdijk         | Haaksbergen                | Haaksbergen          | 1999         |                              |       |  |
| Onze-Lieve-Vrouw van Vredekapel           | Veldmaterstraat                    | Haaksbergen                | Haaksbergen          | 1954 en 2009 |                              |       |  |
| Mariakapel                                | Begraafplaats, Centrum             | Haarle                     | Hellendoorn          | 2009         |                              |       |  |
| Kerkhofkapel                              | Begraafplaats, Centrum             | Haarle                     | Hellendoorn          | 1924         |                              |       |  |
| Mariakapel                                | Lodieklanden                       | Hertme                     | Borne                | 1937         |                              |       |  |
| Kerkhofkapel                              | Begraafplaats, Plasweg             | IJsselmuiden               | Kampen               | 1889         | A.C. Boerma                  | Thumb |  |
| Kerkhofkapel                              | Begraafplaats, Slijkenburgerdijk   | Kuinre                     | Steenwijkerland      |              |                              |       |  |
| Mariakapel                                | Vergertweg-De Braakweg             | Lonneker                   | Enschede             | 2005-2006    |                              |       |  |
| Mariakapel                                | Hakkershoekweg-Keizersveldweg      | Mariënheem                 | Raalte               |              |                              |       |  |
| Mariakapel                                | De Hulpe                           | Markelo                    | Hof van Twente       | 2009         |                              |       |  |
| Kerkhofkapel                              | Begraafplaats, Koopmansstraat      | Raalte                     | Raalte               |              |                              |       |  |
| Mariakapel                                | Raarhoeksweg-Hogebroeksweg         | Raalte                     | Raalte               | 1949         |                              |       |  |
| Maria van Boetelekapel                    | Heesweg-Schoonhetenseweg           | Raalte                     | Raalte               |              |                              |       |  |
| Kerkhofkapel                              | Begraafplaats, Centrum             | Steenwijkerwold            | Steenwijkerland      |              |                              |       |  |
| Mariakapel                                | De Berg-De Baken                   | Zenderen                   | Borne                | 2009         |                              |       |  |
| Gedachteniskapel                          | Kerkhof Op De Heemen               | Raalte                     | Raalte               | 2020         |                              |       |  |
| Kerkhofkapel                              | Bultbosweg                         | Glanerbrug                 | Enschede             |              |                              |       |  |
| Mariakapel                                | Dorpsstraat                        | Lattrop                    | Dinkelland           | 1954         | W.H. Morsink                 |       |  |
| Mariakapel (Kajottenkapel)                | Disseroltweg (bij 31)              | Lattrop                    | Dinkelland           | 1952         | J.H. Sombekke                |       |  |
| Kapel (Landkruis)                         | Ootmarsumsestraat                  | Lattrop                    | Dinkelland           | 1934         |                              |       |  |
| Kapel (Onze Lieve Vrouw van Lourdeskapel) | Westenveldweg                      | Tilligte                   | Dinkelland           | 2003         |                              |       |  |
| Kapel O.L. Vrouw van de Cloese            | Johanninksweg 61                   | Denekamp (Noord Deurninge) | Dinkelland           | 1954         | W.H. Morsink                 |       |  |
| Schotbroekkapel                           | Schotbroekweg                      | Denekamp                   | Dinkelland           | 2006         |                              |       |  |
| Mariakapel                                | Molendijk                          | Denekamp                   | Dinkelland           | 1954         | P.J. Goorhuis                |       |  |
| Mariakapel                                | Berghumerstraat                    | Denekamp                   | Dinkelland           | 1989         |                              |       |  |
| Mariakapel                                | Paandersdijk                       | Beuningen                  | Losser               | 1954         | W.H. Morsink                 |       |  |
| Wegkapel                                  | Wiekerstraat/Esweg                 | Rossum                     | Dinkelland           |              |                              |       |  |
| Mariakapel                                | Tankenbergweg                      | Oldenzaal                  | Oldenzaal            | 1955         | L. Jungblut                  |       |  |
| Mariakapel                                | Lossers Voetpad                    | Oldenzaal                  | Oldenzaal            | 1948         |                              |       |  |
| Mariakapel (Middelkaamp)                  | Middelkampweg                      | De Lutte                   | Losser               | 2003         |                              |       |  |
| Mariakapel                                | Hanhofweg                          | De Lutte                   | Losser               | 1997         | Architectenbureau Koop       |       |  |
| Mariakapel                                | Kruisseltlaan                      | De Lutte                   | Losser               | 1958         | Gemeentearchitect J.Steijlen |       |  |
| Mariakapel ('t Oal Luthoes)               | Snoeyinksweg                       | Losser (plaats)            | Losser               | 1998         |                              |       |  |
| Mariakapel (Erve Becks)                   | Oldenzaalsestraat 131              | Losser (plaats)            | Losser               | 1938         | Bernhard Kempers             |       |  |
| Mariakapel                                | Broekhoekweg                       | Losser (plaats)            | Losser               | jaren '30    |                              |       |  |
| Mariakapel (Wolters)                      | Gronausestraat 319                 | Losser (plaats)            | Losser               | ca. 1936     |                              |       |  |
| Mariakapel                                | Ruhenbergerweg                     | Losser (plaats)            | Losser               | 1946         |                              |       |  |
| Kapel                                     | Fleuerweg t.h.v. 3                 | Overdinkel                 | Losser               | 1949         |                              |       |  |
| Mariakapel (Rustaltaar)                   | Pastoor van Laakstraat (Kerkenbos) | Overdinkel                 | Losser               | 1912         |                              |       |  |
| Mariakapel                                | Oude Kerkweg (achterop kerkhof)    | Borne                      | Zenderen             | 2002         | Herman Koopman               |       |  |
| Heilig Hartkapel Kroezeboom               | Fleringer Es                       | Fleringen (Overijssel)     | Tubbergen (gemeente) | 1945         | Valk (Eindhoven)             |       |  |
| Maiakapel                                 | Beekzijdeweg                       | Tubbergen (gemeente)       | Vasse (Nederland)    | 2003         | Lanssink                     |       |  |
| St. Jozefkapel                            | Lossersestraat (kerkebos)          | Losser                     | De Lutte             | 2014         | BLM Architecten uit Enschede |       |  |